# 2018-as E3 Harelbeke
A 2018-as E3 Harelbeke volt a verseny 61. kiírása, illetve a 2018-as UCI World Tour tizedik versenye. Az egynapos versenyt március 23-án rendezték Belgiumban 25 csapat részvételével.
A győztes Niki Terpstra lett, aki több, mint 60 kilométerrel a vége előtt lépett meg a mezőnytől csapattársával Yves Lampaert-ral, majd az utolsó 20 kilométert már egyedül teljesítette, de a mezőnynek már nem sikerült megfognia őt.

## Részt vevő csapatok

### World Tour csapatok
A versenyen az összes World Tour csapat elindult.
| - AG2R La Mondiale - Astana - Bahrain–Merida - BMC Racing Team - Bora–Hansgrohe - EF Education First–Drapac p/b Cannondale |  | - FDJ - Katyusa–Alpecin - Lotto Soudal - Mitchelton–Scott - Movistar Team - Quick Step Floors |  | - Team Dimension Data - Team Lotto NL–Jumbo - Team Sky - Team Sunweb - Trek–Segafredo - UAE Team Emirates |

### Pro-kontinentális csapatok
| - Direct Énergie - Roompot - Sport Vlaanderen–Baloise |  | - Vérandas Willems–Crelan - Vital Concept |  | - Wanty–Groupe Gobert - WB Aqua Protect Veranclassic |

## Végeredmény
| Helyezés | Versenyző         | Csapat                    | Idő        |
| -------- | ----------------- | ------------------------- | ---------- |
| 1.       | Niki Terpstra     | Quick Step Floors         | 5h 03' 34" |
| 2.       | Philippe Gilbert  | Quick Step Floors         | +20"       |
| 3.       | Greg Van Avermaet | BMC Racing Team           | +20"       |
| 4.       | Oliver Naesen     | AG2R La Mondiale          | +20"       |
| 5.       | Tiesj Benoot      | Lotto Soudal              | +20"       |
| 6.       | Jasper Stuyven    | Trek–Segafredo            | +20"       |
| 7.       | Sep Vanmarcke     | EF Education First–Drapac | +20"       |
| 8.       | Gianni Moscon     | Team Sky                  | +20"       |
| 9.       | Zdeněk Štybar     | Quick Step Floors         | +20"       |
| 10.      | Stefan Küng       | BMC Racing Team           | +20"       |